# Orlhac (Alvèrnia)
Orlhac (occità), Aurillac (francès), és un municipi al departament de Cantal (regió d'Alvèrnia-Roine-Alps). L'any 2004 tenia 33.865 habitants. És el centre de la comarca de l'Orlladès. És als contraforts del massís de Cantal, i és un nus de carreteres important i també nucli industrial (fabricació de mobles, sabates i paraigües).

## Història
Fou l'antiga Aureliacum (vil·la d'Aureli) i existia ja a l'època gal·loromana amb un fanum poligonal del segle I (descobert el 1977 a Lescudillier). Aquesta vila antiga, a les altures que dominen Saint-Jean-de-Dône ("Dône" = dunum) fou abandona com altres oppidum durant l'època romana i establerta a la plana, però amb la inseguretat del segle iii i IV es va iniciar un procés d'encastellament establint-se una posició fortificada a mig camí entre l'antic oppidum i la nova vila, on avui dia hi ha el castell de Saint-Étienne.
Geraud era senyor del castell d'Orlhac el 856 quan hi va néixer el seu fill anomenat també Geraud; aquest fill va fundar vers el 894 l'abadia benedictina que després portarà el seu nom. Geraud va morir vers el 910 (encara avui dia molts nascuts a Orlhac són batejats com Geraud). Fou llavors capital de l'Alta Alvèrnia, i va créixer a l'entorn del monestir benedictí de Sant Geraud, que estava sota la invocació de sant Pere i sant Climent, i que va adoptar la reforma de Cluny. En fou monjo, entre d'altres, Gerbert, futur papa Silvestre II. El 1255 els francesos van adquirir el castell de Sant Esteve; en el segle xiii i XIV Aurillac va sostenir alguns setges contra els anglesos. El 1298 l'abat cedí al municipi tots els drets que posseïa sobre la vila llevat de la jurisdicció. Al segle xvi va patir les guerres religioses i l'abadia fou convertida en col·legiata secular (1562) i posteriorment l'abadia fou incendiada i destruïda pels hugonots el 1569 perdent-se la seva rica biblioteca. El darrer abat fou nomenat el 1752. El 1759 es va fer el primer cens que va donar 6.268 habitants. Després de la revolució i encara que per un temps va alternar amb Sant Flor, Orlhac va esdevenir definitivament capital de Cantal. La via fèrria hi va arribar el 1866.

## Demografia
| Evolució de la població |        |        |       |       |        |       |       |        |
| 1793                    | 1800   | 1806   | 1821  | 1831  | 1836   | 1841  | 1846  | 1851   |
| 10 470                  | 10 357 | 10 523 | 9 190 | 9 766 | 10 889 | 9 753 | 9 609 | 10 917 |

| 1856  | 1861  | 1866   | 1872   | 1876   | 1881   | 1886   | 1891   | 1896   |
| ----- | ----- | ------ | ------ | ------ | ------ | ------ | ------ | ------ |
| 9 846 | 9 831 | 10 998 | 11 098 | 11 211 | 13 727 | 14 613 | 15 824 | 16 886 |

| 1901   | 1906   | 1911   | 1921   | 1926   | 1931   | 1936   | 1946   | 1954   |
| ------ | ------ | ------ | ------ | ------ | ------ | ------ | ------ | ------ |
| 17 459 | 17 772 | 18 036 | 16 389 | 17 153 | 17 643 | 19 041 | 22 174 | 22 224 |

| 1962   | 1968   | 1975   | 1982   | 1990   | 1999   | 2006   | 2011   | 2016   |
| ------ | ------ | ------ | ------ | ------ | ------ | ------ | ------ | ------ |
| 24 563 | 28 226 | 30 863 | 30 963 | 30 773 | 30 551 | 29 477 | 27 338 | 25 954 |

| 2019   | - | - | - | - | - | - | - | - |
| ------ | - | - | - | - | - | - | - | - |
| 25 593 | - | - | - | - | - | - | - | - |

## Administració
| Període   | Identitat      | Partit |
| --------- | -------------- | ------ |
| 1977-1995 | René Souchon   | PS     |
| 1995-2001 | Yvon Bec       | MDC    |
| 2001-2006 | René Souchon   | PS     |
| 2006-     | Alain Calmette | PS     |